# 미야노메촌
미야노메촌(宮野目村)은 이와테현 히에누키군에 놓여졌던 촌이다.

## 연혁
- 1889년 4월 1일 - 정촌제 시행과 함께 히에누키군 미야노메촌이 성립하였다.
- 1954년 4월 1일 - 하나마키정 오타촌 야사와촌 유구치촌 유모토촌이 합병해 하나마키시가 되었다.